# Mesopolobus brachyneurus
Mesopolobus brachyneurus är en stekelart som beskrevs av Dzhanokmen 1994. Mesopolobus brachyneurus ingår i släktet Mesopolobus och familjen puppglanssteklar.
Artens utbredningsområde är Kazakstan. Inga underarter finns listade i Catalogue of Life.